# Liste der Biografien/Mt
Liste der Biografien |
Portal Biografien |
Personensuche
# |
A |
B |
C |
D |
E |
F |
G |
H |
I |
J |
K |
L |
M |
N |
O |
P |
Q |
R |
S |
T |
U |
V |
W |
X |
Y |
Z |
?
 
Ma |
Mb |
Mc |
Md |
Me |
Mf |
Mg |
Mh |
Mi |
Mj |
Mk |
Ml |
Mm |
Mn |
Mo |
Mp |
Mq |
Mr |
Ms |
Mt |
Mu |
Mv |
Mw |
Mx |
My |
Mz
Die Liste der Biografien führt alle Personen auf, die in der deutschsprachigen Wikipedia einen Artikel haben. Dieses ist eine Teilliste mit 25 Einträgen von Personen, deren Namen mit den Buchstaben „Mt“ beginnt.

## Mt

### Mta
- Mtai, Kevin, kenianischer Klimaschützer
- Mtambanengwe, Simpson (1930–2017), simbabwischer Richter und Chief Justice in Namibia
- Mtawarira, Tendai (* 1985), südafrikanischer Rugby-Spieler

### Mte
- Mtega, Norbert Wendelin (* 1945), tansanischer Geistlicher, emeritierter römisch-katholischer Erzbischof von Songea

### Mth
- Mthalane, Moruti (* 1982), südafrikanischer Boxer im Fliegengewicht
- Mthembu, Asande (* 2004), südafrikanischer Weitspringer
- Mthembu, Gideon (* 1963), eswatinischer Marathonläufer und Sportfunktionär
- Mthethwa, Nathi (* 1967), südafrikanischer Politiker
- Mthethwa, Zwelethu (* 1960), südafrikanischer Fotograf
- Mthimkulu, Mthi (* 2003), südafrikanischer Sprinter

### Mti
- Mtiliga, Patrick (* 1981), dänischer Fußballspieler
- Mtingwa, Sekazi (* 1949), US-amerikanischer Physiker

### Mto
- Mtolo Phiri, Reuben (* 1964), sambischer Politiker (UPND), Mitglied der Nationalversammlung und Minister
- Mtolo, Willie (* 1964), südafrikanischer Marathon- und Ultramarathonläufer

### Mts
- Mtschedlidse, Lewan (* 1990), georgischer Fußballspieler
- Mtschedlischwili, Micheil (* 1979), georgischer Schachgroßmeister
- Mtsentlitze, Eleni (* 2000), griechische Tennisspielerin
- Mtshali, Oswald Mbuyiseni (* 1940), südafrikanischer Schriftsteller
- Mtshatsha, Eric († 2015), südafrikanischer Fußballfunktionär
- Mtshweni-Tsipane, Refilwe Maria (* 1973), südafrikanische Politikerin

### Mtu
- Mtukudzi, Oliver (1952–2019), simbabwischer Musiker und Schauspieler
- Mtumbuka, Martin Anwel (* 1957), malawischer Geistlicher, Bischof von Karonga
- Mtume, James (1947–2022), amerikanischer Jazzmusiker
- Mtumuke, Atanásio, mosambikanischer General und Politiker (FRELIMO)
- Mtungwazi, Eska (* 1971), britische Singer-Songwriterin und Multiinstrumentalistin